# Иванов, Егор Олегович
Егор Олегович Иванов (19 июня 1992, Омск, Россия) — российский футболист, полузащитник клуба « Енисей».

## Биография
Родился 19 июня 1992 года в Омске. С 6 лет занимался футболом в школе местного «Динамо». В возрасте 17 лет попал в структуру московского ЦСКА, за молодёжный состав которого выступал на протяжении трёх лет. Перед стартом сезона 2013/2014 перешёл в «Енисей» на правах аренды, после чего остался в Красноярске на постоянной основе. 7 июля 2013 года дебютировал в составе «Енисея», выйдя на замену на 64-й минуте домашнего матча против «Ротора» (1:4) в рамках ФНЛ. Сезон красноярской команды в премьер-лиге (2018/19) пропустил из-за травмы.
В июне 2024 года покинул «Енисей» и перешёл в новороссийский «Черноморец».

### Карьера в сборной
Выступал за юношескую сборную России.